# Wislizenia refracta
Espèce
Classification APG III (2009)
Wislizenia refracta est une espèce de plantes à fleurs de la famille des Capparaceae selon la classification classique, et des Cleomaceae selon la classification phylogénétique. Elle est originaire du Mexique et du sud-ouest des États-Unis.

## Description morphologique

### Appareil végétatif
Cette plante souvent fortement ramifiée mesure entre 40 et 70 cm de hauteur. Les feuilles sont imparipennées, trifoliées. Les trois folioles sont elliptiques et mesurent entre 1 et 3 cm de longueur.

### Appareil reproducteur
La floraison a lieu entre avril et septembre.
L'inflorescence est une grappe dense de minuscules fleurs jaunes. Chaque fleur possède 4 pétales d'environ 3 mm de longueur et 6 étamines.
Le fruit est une capsule d'environ 3 mm de longueur, formée de deux lobes arrondis accolés au milieu desquels s'élève le style, qui est marcescent.

## Répartition et habitat
Wislizenia refracta pousse sur sol sableux ou alcalin, dans les déserts et plaines arides de faible altitude du Mexique et du sud-ouest américain. Elle est souvent située dans des zones dégagées telles que le lit à sec des ruisseaux temporaires ou sur le bord des routes. Son aire de répartition s'étend de la Californie au Texas, et vers le sud jusqu'au Mexique.

## Rôle écologique
Malodorante et toxique pour le bétail, cette plante n'est guère consommée par les animaux.